# First Comics
First Comics fue una editorial de cómic estadounidense especializada en series de especial calidad artística. Según los aficionados, destacaban en ellas el enorme nivel de los dibujantes y de los guiones; historias diferentes, innovadoras y que no escatimaban en imaginación.

## Historia de la editorial

### Objetivos y fracaso
First intentó marcar diferencia con las típicas series de cómic de superhéroes en un mercado, el estadounidense, dominado por ese tipo de oferta. First fue, y sigue siendo, muy apreciada por los aficionados europeos, comunidad más acostumbrada al cómic de autor y a los guiones que dinamitan tópicos; la editorial, pese a tener un éxito relevante y llegar a ocupar un 15% del mercado estadounidense del género, no pudo resistir la presión de los dos monstruos, Marvel y DC, y fue a la quiebra, dejando numerosos proyectos inacabados.

### First en España
En España llegaron a editar un número no despreciable de series, a través de la editorial española Ediciones B, sucesora de la histórica Editorial Bruguera. Entre ellas había tres adaptaciones al cómic del novelista fantástico Michael Moorcock; Elric de Melniboné, Hawkmoon, joya en la frente y Las crónicas de Corum, el señor de las espadas. Las otras dos eran series de ciencia ficción; Dynamo Joe, que giraba en torno a unidades robot gigantes de combate especializados para actuar en el espacio y de aspecto antropomorfo, con un cierto parecido a Mazinger Z, y la publicación estrella: Nexus, de Mike Baron y Steve Rude. Las series quedaron truncadas en España en 1989, dos años antes de la quiebra First Comics. Las ediciones estadounidenses son más extensas.

## Series editadas por First Comics

### En España
(A través de Ediciones B, las series completas sólo en EE. UU.)
- Nexus
- Dynamo Joe
- Las Crónicas de Corum
- Elric de Melniboné
- Hawkmoon, joya en la frente

### Sólo en Estados Unidos
- American Flagg
- Badger
- GrimJack
- Dreadstar (de Epic Comics)
- Jon Sable
- Corum: The Bull and the Spear
- Classics Illustrated
- Crossroads
- E-Man (pasa a Cómico)
- Evangeline (12 números, pasa a Cómico)
- The F-Men
- Lone Wolf and Cub
- Mars
- Shatter
- Starslayer
- Warp
- Whisper